# Sergey Mavrodi

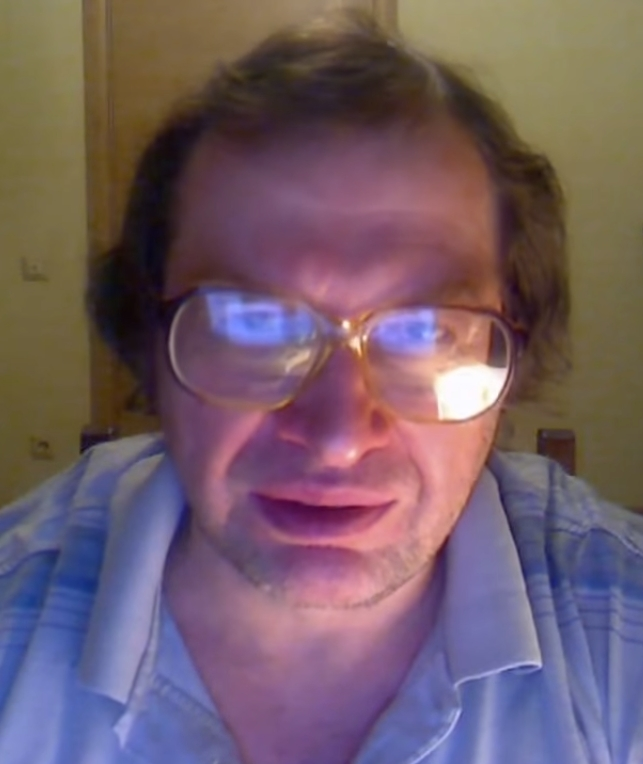

Sergey Panteleevich Mavrodi (em russo:  Серге́й Пантеле́евич Мавро́ди, Moscou, 11 de agosto de 1955 — 26 de março de 2018), foi fundador da MMM, um conhecido esquema Ponzi. Foi membro da Duma Estatal russa (1994-?).
Em 2007, Mavrodi foi condenado em uma corte russa por fraudes cometidas contra 10 mil investidores em 110 milhões de rublos (US$ 4,3 milhões). Ele alega não ser o beneficiário das doações e nem ser acostumado com um estilo de vida extravagante. Também foi condenado por fraude fiscal, embora tenha dito que a MMM não é um negócio, mas sim uma rede de ajuda mútua.
Após sua temporada na prisão, se elegeu a deputado. Em 2011, o Sistema voltou num modelo global. No ano de 2018, o Sistema bateu um numero recorde de 252 milhões de participantes ao redor do mundo, presente em 118 países.

## Atividade da MMM
A MMM foi fundada em 1989 por Sergei Mavrodi, seu irmão Vyacheslav Mavrodi e uma mulher chamada Olga Melnikova. Em 1994, a MMM ruiu e Mavrodi foi preso, porém, de dentro da prisão, se candidatou a deputado, sendo eleito e recebendo imunidade. Em 1997 ele declarou falência do esquema e desapareceu. Em 1998, ele criou a "Stock Generation", alegadamente um clássico esquema de pirâmide apresentado como um jogo de mercado de ações virtual, que funcionou até 2000. O tribunal distrital de Massachusetts descobriu inicialmente que a Comissão de Valores Mobiliários dos EUA não conseguiu citar fundadores e proprietários da Stock Generation por violações de títulos.  No entanto, o Tribunal de Apelações dos Estados Unidos reverteu esta decisão em 2001, concluindo que a SEC alegou fatos suficientes para declarar um pedido triable. Em 2003, a SEC obteve injunções permanentes contra a SG Ltd. e os arguidos SG Perfect e SG Trading, que se beneficiaram do desembolso de fundos fraudulentamente obtidos pela SG Ltd.
Sergey foi preso em 2003, ficando até 2007. Ele também foi multado, por 10 mil rublos.
Em janeiro de 2011, Mavrodi lançou outro esquema de pirâmide chamado MMM-2011, pedindo aos investidores que compram as chamadas unidades monetárias Mavro.  Ele descreveu francamente isso como uma pirâmide, acrescentando: "É um esquema nu, nada mais [...] As pessoas interagem uns com os outros e se dão dinheiro. Por nenhuma razão!". Mavrodi disse que seu objetivo com MMM-2011 é destruir o sistema financeiro atual, que ele considera injusto, o que permitiria que algo novo tomasse seu lugar. O MMM-2011 foi capaz de funcionar abertamente, já que os esquemas Ponzi e pirâmides financeiras não são ilegais sob a lei russa. Em maio de 2012 congelou a operação e anunciou que não haveria mais pagamentos.  
Em 2011, ele lançou um esquema similar na Índia, chamado MMM India, afirmando novamente que o veículo é uma pirâmide. Ele também lançou o MMM na China. Ele foi relatado para tentar expandir suas operações para a Europa Ocidental, Canadá e América Latina. A partir de setembro de 2015, se espalhou rapidamente na África do Sul com um regime de taxa de juros de 1% por dia ou 30% por mês  e advertências dos partidos comunistas sul-africanos e russos para que pessoas não participem nela. No início de 2016, ele continuou o mesmo modelo no Zimbábue (as contas foram congeladas em setembro de 2016) e, mais tarde, na Nigéria (contas congeladas em dezembro de 2016). MMM Nigéria reabriram atividades em 13 de janeiro de 2017.

## Livros e filmes
Em 2008, Mavrodi publicou o livro "Tentação". Também foi interpretado no filme "The PyraMMMid" por Aleksei Serebryakov, baseado na história de mesmo nome de Mavrodi, filme esse lançado em 2011.
Morreu em Moscou, vítima de um infarto, aos 62 anos.

## Nota
- Este artigo foi inicialmente traduzido, total ou parcialmente, do artigo da Wikipédia em inglês cujo título é «Sergei Mavrodi».